# São João do Príncipe
São João do Príncipe é um distrito do município brasileiro de Iúna, no interior do estado do Espírito Santo. Segundo o censo demográfico de 2022, realizado pelo Instituto Brasileiro de Geografia e Estatística (IBGE), sua população era de 1 462 habitantes e havia 545 domicílios particulares permanentes ocupados. Foi criado antes de 1999. Está situado na região noroeste do município, perto da divisa com Minas Gerais.